# Barzoj
Ruský chrt neboli barzoj je někdy označován za aristokrata mezi psy.[zdroj?] Jako nejstarší ruské psí plemeno je považován ve své původní vlasti za národní poklad. Jeho ruské pojmenování Русская псовая борзая ("Ruskaja psovaja borzaja") znamená v překladu "ruský osrstěný chrt".[zdroj?]

## Původ
Vznik plemene lze datovat do 16. století.[zdroj?] Původně byli barzojové využíváni ke štvaní zvěře na delší vzdálenost, což se výborně osvědčovalo na rovných a rozlehlých stepích Ruska. Jejich osrstění bylo rovněž přizpůsobeno místním nepříznivým klimatickým podmínkám. Barzoj se používal při lovu zajíců, lišek, jelenů a hlavně na lov vlka. Ne nadarmo se mu říkalo ruský vlkodav.
Barzoje ovládali zkušení lovci, kteří seděli na koních a psy měli na dlouhých vodítkách, na kterých byli vždycky tři barzojové (dva psi a jedna fena). Psi k sobě ladili nejen výškou, ale i barvou. Jezdci na koních se přiblížili k lesu, kde se vlci vyskytovali a pustili honiče. Tito psi vyhnali vlky na volnou širokou pláň a jezdec na koni pustil své barzoje. Dva z nich vlka dohonili, povalili na zem a pevně stiskli za ušima. Třetí barzoj držel vlka pod krkem, dokud nepřijel lovec a vlka nespoutal.
U šlechty byli barzojové velmi vysoce ceněni. Neprodávali se, jiný šlechtic mohl barzoje dostat jen darem. Proto se šlechta předháněla v pořádání lovů, aby mohla předvést své psy.
Platný mezinárodní standard barzoje vznikl v roce 1923.
V dnešní době je barzoj využíván jako společenské plemeno a sportovní (dostihový) pes.

## Povaha
Barzoj je velice klidný, přátelský a vyrovnaný pes, oddaný svému majiteli a velmi tolerantní k dětem. Jde o inteligentního, trochu melancholického tvora, který vyžaduje dostatek porozumění a lásky. Rozhodně není vhodný pro lidi vyžadující od psa stoprocentní poslušnost nebo obranářskou pozici. Byl vyšlechtěn pro samostatnou práci (lov), kdy se musel rychle rozhodovat sám za sebe. Má velmi vznětlivé reakce. Loví "na viděnou" zrakem, pokud uvidí kořist (zajíce), okamžitě se poběží za ním podívat. Tahle od přírody hluboce zakódovaná reakce je těžko ovlivnitelná. Proto je dobré mít barzoje, alespoň ze začátku, na procházkách na vodítku. K ostatním psům je zdrženlivý. Nevyhledává psí šarvátky a při nějaké psí potyčce se drží vždy raději dále od ní. Naopak, k hodným psům je velice kamarádský a vyhledává jejich společnost.

## Chov
Barzoje lze chovat jak na zahradě, tak i v panelákovém bytě. Výhodou je, že nemá typický psí pach, který je u většiny (zvláště velkých) plemen výrazný. Nepotřebuje denně 10 km procházky nebo běhání u kola či túry, velmi rád lenoší a je to velký spáč. Bohatě mu postačují delší procházky, kde může běhat na volno, nejlépe s ostatními psy. Je sprinter – dokáže vyvinout velkou rychlost, ale na kratší vzdálenosti. Po výkonu se rychle unaví. Ideálním vybitím energie pro barzoje je coursing nebo psí dostih. Srst barzoje nevyžaduje náročnou úpravu, postačí pravidelné vyčesávání.

## Krmení
Zejména u štěňat by se mělo dbát na to, aby byl pes krmen kvalitním a plnohodnotným krmivem. Jelikož jde o velké plemeno, není na škodu přidávat ke krmivu kloubní preparáty (ne všechny lze podávat současně s kvalitním krmivem, hrozí předávkování). Pokud pes aktivně běhá, lze mu nabídnout i v dospělosti krmivo s vyšším obsahem energie, které je však lehce stravitelné (typu puppy medium). Již od 7 let lze podávat krmivo typu senior.

## Chovatelské potřeby
Potřeby nutné k chovu tohoto psa se nijak neliší od klasických pomůcek pro ostatní psy. Zde jsou uvedeny jen drobné odlišnosti, které mohou ulehčit výběr:
- obojek – ideální je speciální pro chrty s rozšířením. Naprosto nevhodné jsou řetízkové, ostnaté nebo příliš úzké obojky,
- náhubek – pro coursing a dostih se vyrábějí speciální odlehčené náhubky pro chrty, které jim nijak nevadí při běhání,
- misky – jelikož jde o velké plemeno, ideální je již od štěněte pořídit stojan s nerez miskami. Pokud jsou misky položené na zemi, pes bude mít problémy se k nim sehnout a bude muset krčit nohy.

## Zdravotní stav
Barzoj nemá žádné negativní zdravotní predispozice. Jedná se o velké plemeno, takže největším problémem je zajištění správné a plnohodnotné výživy. Růst psa je ukončen kolem 18. měsíce. Do této doby by se pes neměl přetěžovat (zdolávat denně pěšky několik pater, extrémní túry, běh u kola atd.). Coursing i dostihy by se měly začít provozovat až od 18. měsíce, kdy je vývoj kostí a kloubů již ukončen. Po nakrmení by měl být pes minimálně 1 hodinu v klidu, aby nedošlo k torzi žaludku. Nejčastější návštěvy veterinárních ordinací souvisí s pohybovým aparátem (vyvrtnutí, pohmoždění, zlomeniny nohou).
Barzoj se dožívá průměrně 11–13 let.